# Петров, Владимир Андреевич
Владимир Андреевич Петров (2 марта 1923 — 28 апреля 1980) — командир расчёта 76-миллиметровой пушки 206-го гвардейского стрелкового полка, гвардии сержант — на момент представления к награждению орденом Славы 1-й степени.

## Биография
Родился 2 марта 1923 года в городе Калуга. Член ВКП/КПСС с 1943 года. Окончил 7 классов, в 1940 — аэроклуб, в 1941 — 2 курса строительного техникума. Работал фрезеровщиком на танкостроительном заводе в городе Свердловск.
В Красной Армии с 1942 года. Проходил обучение в школе авиатехников, но в связи с расформированием школы, направлен на фронт. В действующей армии с марта 1943 года. Воевал в составе Воронежского, Степного, 2-го и 3-го Украинского фронтов. Участвовал в Белгородско-Харьковской операции, форсировал Днепр, Днестр, Тису, освобождал Украину, Румынию, Венгрию, Австрию. Был замковым, наводчиком орудия, командиром расчёта.
Командир расчёта 76-миллиметровой пушки 206-го гвардейского стрелкового полка гвардии младший сержант Петров во главе расчёта 6 марта 1944 года при прорыве сильно укреплённой обороны противника в районе села Ольховец огнём из орудия подавил пять огневых точек, два орудия, уничтожил свыше отделения вражеской пехоты.
14 марта 1944 года при форсировании реки Южный Буг южнее посёлка Сальково истребил большое количество противников.
Приказом командира 69-й гвардейской стрелковой дивизии от 12 июня 1944 года за мужество, проявленное в боях с врагом, гвардии младший сержант Петров награждён орденом Славы 3-й степени.
Гвардии сержант Петров с расчётом в составе тех же полка, дивизии и армии 18 декабря 1944 года в бою на подступах к населённому пункту Польгарди артиллерийским огнём вывел из строя три пулемёта, подбил две автомашины с боеприпасами.
Приказом по 4-й гвардейской армии от 7 февраля 1945 года гвардии сержант Петров награждён орденом Славы 2-й степени.
В боях на приальпийской возвышенности на пути к городу Вена, действую с передовыми стрелковыми подразделениями, уничтожил несколько дзотов, пулемётных точек и более двадцати солдат и офицеров противника.
Участвуя в боях за город Вена, орудийный расчёт Петрова за период с 5 по 13 апреля 1945 года прямой наводкой подавил шесть огневых точек противника, уничтожил и рассеял более взвода вражеской пехоты, чем содействовал продвижению наших стрелковых подразделений. В одном из боёв был тяжело ранен.
Указом Президиума Верховного Совета СССР от 15 мая 1946 года за мужество, отвагу и героизм, , гвардии сержант Петров Владимир Андреевич награждён орденом Славы 1-й степени.
В 1948 году старший техник-лейтенант Петров уволен в запас. Вернулся в родной город. Работал старшим авиатехником в Калужском аэропорту, с 1963 года — фотокорреспондент калужской газеты «Знамя».
Умер 28 апреля 1980 года.

## Награды
- Орден Славы 3-й степени.
- Орден Славы 2-й степени.
- Орден Славы 1-й степени.
- Медали.